# Victoria Zuloaga
María Victoria Zuloaga (Buenos Aires, 14 de febrero de 1988) es una exjugadora argentina de hockey sobre césped.

## Trayectoria
Zuloaga debutó con la camiseta de Las Leonas en el año 2009. Se coronó campeona de la Liga Mundial de Hockey en 2015. En el 2016 se consagró campeona del Champions Trophy. Tuvo su primera participación olímpica en Río 2016. 

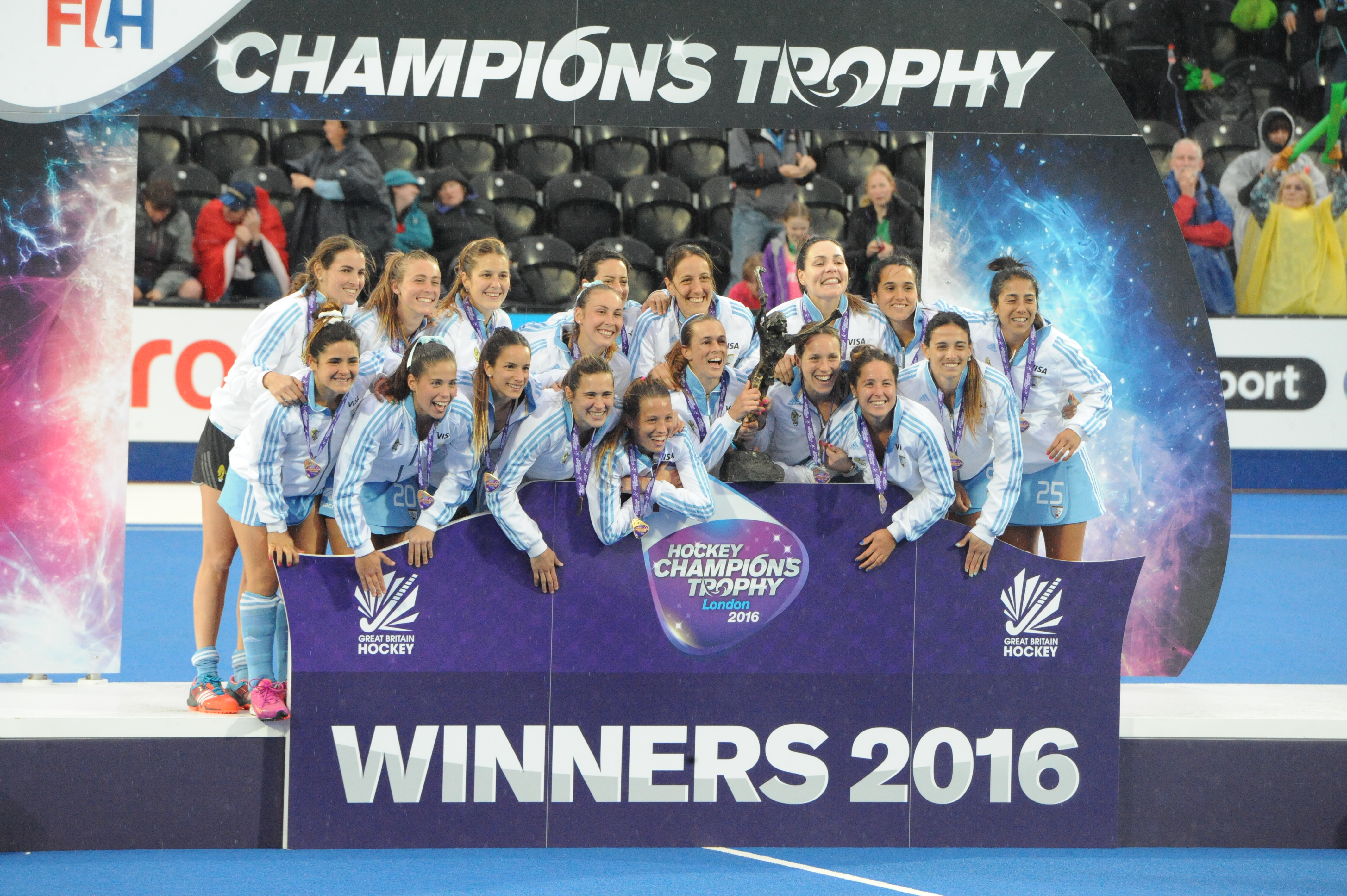
Celebración de la obtención del Champions Trophy 2016.

Jugó sus últimos años en Mar del Plata Club, donde se retiró del hockey.